# Motorpsycho
Motorpsycho er et Psykedelisk Rockband fra Trondheim i Norge.
Bandet består af Bent Sæther på bas og sang, og Hans Magnus «Snah» Ryan på guitar og vokal. 
Håkon Gebhardt spillede tidligere trommer og vokal, men sluttede i 2005. 

## Motorpsycho's Historie
Gruppens navn er hentet fra en film af Russ Meyer. 
Alle medlemmerne har spillet i og medvirket i flere andre bands og andre musikprojekter, både før og efter Motorpsycho blev startet. 
Motorpsycho har heller aldrig været bange for at benytte sig af gæsteartister, både live og i studiet, blandt andre Deathprod, Anneli Drecker, Baard Slagsvold ((fra Tre Små Kinesere) var fast medlem i gruppen over længere tid), Jaga Jazzist, Strings Unlimited, med flere. 
Musikken kan bedst beskrives som en eksperimentel blanding af psykedelisk rock, rock, jazz, metal og punk. 
Bandet blev startet i 1989 i Trondheim, med Kjell Runar «Killer» Jenssen på trommer. 
I 1990 producerede bandet sin første demo "Maiden Voyage", og året efter kom albummet Lobotomizer. 
Efter albummet sluttede Killer i bandet, og Snah hentede en kammerat fra folkehøjskolen, nemlig Håkon Gebhardt. 
Bandet var tidlig knyttet til UFFA og Svartlamon i Trondheim, et frisindet boligområde (a la Christiania) for boligløse, kunstnere og politiske aktivister.
De næste udgivelser var Soothe i 1992 og 3 Songs for Ruth året efter. Begge disse to udgivelser kom kun på vinyl. Derfor blev udgivelsen 8 Soothing Songs for Ruth til en cd, som indeholdte begge tidligere udgivelser. 
Det var i denne periode at Motorpsycho mødte Helge Sten, en artist som arbejdede meget med eksperimentel elektronisk musik og keyboard. 
Helge fattede interesse for projektet og kom med på den næste udgivelse Demon Box, en plade som store dele af fanskaren regnes som deres bedste udgivelse og som indeholder masser af kvalitetssyre, lige fra Folkerocksange som "Waiting for the One", til smadrerock-skæringer som "Nothing to say", "Demon Box", "Thuesday Morning", "Gutwrench" og flere andre psykedeliske sange. 
Efter Demon Box, udgav Motorpsycho EP’erne Mountain EP og Another ugly EP, inden gruppen i 1994 udsendte dobbeltcd'en og den tredobbelte Lp: Timothys Monster.
Lyden på Timothys Monster er beskidt som på Demon Box, men mere grungeinspireret.
I 1994 udgav bandet også cd'en The Tusller, som formodentlig er soundtracket til en italiensk film.
Pladen indeholder opfindsomme countryudgaver af ældre numre og en del nye countrysange.
I 1996 udgav Motorpsycho cd'en og LP'en: The Blissard. 
Pladen har optemposyrerocknumre som "Sindful Vind-borne", "Drug Thing" og "The Nerve Tattoo", men også lange udsyrede stenersange som Nathan Daniels "Tune from Hawaii" og "Manmover".
Angels And Deamons At Play udkom i 1997 som CD og Dobbelt LP. En iørefaldende rockplade med lettilgængelige klassikere som "Heartattack Mac", "Pills", "Powders" and "Pasion Plays" og "Walking on the Water".
I 1998 udkom albummet Trust Us som dobbelt-cd, der blandt andet indeholder numre som "Psychonaut", "Vortex Surfer", "Taifun" og "Hey Jane".
I 2000 indspillede Motorpsycho for første gang en plade, hvor de ikke gjorde sig tanker om, hvorledes den skulle udføres live.
Udgivelsen hedder Let Them Eat Cake og er spækket med masser af stryger og blæsearrangementer.
Pladen er ikke så hård som de tidligere værker, men indeholder en række psykedeliske numre som "The Other Fool", "Walking With J" og "Stained Glass".
Den studiekomponerende stil forsatte på de to næste plader Phanerothyme (2001) og It’s A Love Cult (2002)
I 2003 brød Motorpsycho traditionen med at udgive et album til hver eneste høst. De havde tidligere på året udgivet In The Fishtank sammen med Jaga Jazzist. Næste udgivelse blev ikke en ordinær Motorpsychoudgivelse, men en plade med det musikalske sideprojekt The International Tussler Society. 
Denne plade kom i høsten 2004 og var opfølgeren til det første Tussler-projekt fra 1994. Udgivelsen, som fik det beskedne navn Motorpsycho presents: The International Tussler Society, som også indeholder en DVD der viser pladens tilblivelse, blev en stor succes og placerede sig godt på salgslisterne i Norge.
Bent Sæther samarbeidet i 2004 med Øyvind Holm fra Dipsomaniacs. 
Dette resulterede i to sange som ble udgivet på Øyvind Holms solodebut. Øyvind Holm indspillede i øvrigt Kill Some Day til tributealbumet Selfindulgent Mono-minds, A Motorpsycho Tribute (3xLP) som blev udgivet i 1998.
I 2006 udgav Motorpsycho albummet Black Hole/Blank Canvas.

## Diskografi
(Ikke Komplet)
- Maiden Voyage 1990, kassette
- Lobotomizer 1991, Lp og Cd
- Soothe 1992, Lp
- 8 Soothing Songs for Rut 1992, Lp og Cd
- Demon Box 1993, Dobbelt Lp og Cd
- Timothy’s Monster 1994, 3 dobbelt Lp og Dobbelt Cd
- The Tussler 1994, Dobbelt Lp og Cd.
- The Blissard 1996, dobbelt Lp og Cd.
- Angels And Deamons At Play 1997, Dobbelt Lp og Cd
- Trust Us 1998, Dobbelt Lp(180gram Vinyl) og Dobbelt Cd
- Roadworks vol 1, Heavy metal iz a poze 1999, Dobbelt Lp og Cd.
- Let Them Eat Cake 2000, Lp og Cd
- Roadworks vol 2, The MotorSource Massacre, live at Kongsberg Jazzfestival 1995. 2000, Dobbelt Lp og Cd.
- Barracuda 2001, Lp
- Phanerothyme 2001, Lp og Cd
- Its A Love Cult 2002, Dobbelt Lp og Cd
- In The Fishtank + Jaga Jazzist Horns 2003, Lp og Cd
- Motorpsycho Presents The International Tussler Society 2004, Dobbelt Lp, DVD og Cd.
- Black Holes/Blank Canvas 2006, Dobbelt Lp og dobbelt Cd.
- Little Lucid Moments 2008, Lp og Cd
- Strings Of Stroop – Motorpsycho Live At Effenaar 2011, Lp
- Death Defying Unicorn 2012
- Still Life with Eggplant 2013
- The Motorpnakotic Fragments 2014
- En Konsert for Folk Fest 2015
- Here Be Monsters 2016
- Here Be Monsters vol 2 2016
- Begynellser 2017
- The Tower 2017
- The Crucible 2019
- The All is One 2020
- Kingdom of Oblivion 2021
- Ancient Astronauts 2022
- Yay! 2023